# Boris Schatz

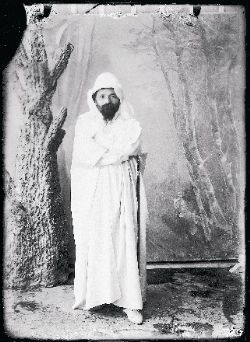
Boris Schatz (1912)

Boris Schatz (* 23. Dezember 1866 in Varniai (jetzt Rajongemeinde Telšiai, Litauen), Gouvernement Kowno, Kaiserreich Rußland; † 23. März 1932 in Denver, Colorado) war ein jüdischer Bildhauer, Maler und Lehrer. Er gründete die Bezalel-Akademie für Kunst und Kunsthandwerk in Jerusalem. Als Künstler hatte er keine herausragende Bedeutung, auch verglichen mit zeitgenössischen jüdischen Künstlern. Innerhalb der zionistischen Bewegung fand sein Wirken jedoch starke Beachtung.

## Leben

### Wilna (1882–1887)
Zalman Dov Baruch (Boris) Schatz stammte aus einer armen orthodox-jüdischen Familie. 1882 begann er ein Talmudstudium an einer Jeschiwa in Wilna; nach einiger Zeit nahm er dort auch ein Kunststudium auf und betrieb beide Ausbildungen parallel. Er brach den Kontakt zu seiner Familie ab. Als Mitglied der Gruppe Chovevei-Zion kam er unter den Einfluss des Schriftstellers Peretz Smolenskin. Schatz verdiente seinen Lebensunterhalt durch Zeichenunterricht; zu seinen Schülern zählte ein russischer General, der ihm Russischunterricht erteilte und in dessen Privatbibliothek er Zugang zu Werken über Kunst und Kultur hatte. Im Sommer 1887 traf er Mark Antokolski, der Schatz’ kleine Skulpturen wohlwollend beurteilte, aber ihm davon abriet, nach Paris zu gehen; Schatz solle stattdessen eine russische Kunsthochschule besuchen. Schatz durchlebte danach eine persönliche Krise, in der er sich einem sozialistischen Kreis anschloss und die künstlerische Tätigkeit ganz einstellte.

### Warschau (1888–1889)
Anfang 1888 zog er nach Warschau um und war wieder als Künstler tätig. Sein erstes Werk war die Skulptur eines alten, in Lumpen gekleideten Juden, den er dort gesehen hatte, Zielscheibe des Gespötts von Kindern. Schatz beschrieb dieses Werk als Wendepunkt seiner Entwicklung, es war sein „erster Versuch von Propaganda mit Mitteln der Kunst“; die Skulptur wurde auf Ausstellungen gezeigt und brachte ihm eine gewisse Bekanntheit. Schatz entwickelte daraufhin das Konzept, Kunst müsse eine „Seele“ wie auch eine gesellschaftliche Aufgabe („Propaganda“) haben. Dies wurde für seine künftige Arbeit grundlegend. In einem Artikel für die Zeitschrift HaTsefira (1888) legte er seine Kunstauffassung nieder, er kritisierte darin, dass jüdische Kunst sich bislang auf religiöse Objekte konzentriert habe und insofern Kunsthandwerk geblieben sei; sie müsse sich aber der Erziehung des jüdischen Volkes widmen und sich neue Themen erschließen, insbesondere Bilder bedeutender jüdischer Persönlichkeiten der Geschichte. Die Bedeutung dieses Textes für Schatz’ Werk liegt darin, dass es seine einzige Veröffentlichung vor der Gründung von Bezalel ist. Er stand mit seiner Kunstauffassung den Peredwischniki nahe.

### Paris (1889–1894)

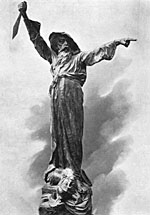
Mattitjahu (verschollen)

Ende 1889 zog Boris Schatz nach Paris, mit dem Plan, dort bei Fernand Cormon Malerei zu studieren und bei Alexandre Falguière Skulptur; damit hatte er sich zwei ausgesprochen konservative Lehrer gewählt. Den Lebensunterhalt für sich, seine Frau und seinen Schwiegervater verdiente er unter anderem durch Arbeit in einer Keramikfabrik, was seinen Sinn für dekorative Elemente erhöhte. Außerdem war er in seiner Pariser Zeit Schüler und Assistent von Mark Antokolski. Ein sechsmonatiger Studienaufenthalt in Banyuls-sur-Mer beeindruckte Schatz durch mediterrane Natur und Farben. Er entwickelte utopische Pläne, mit einer Künstlergemeinschaft aus dem städtischen Kontext auszuwandern und in der Natur grundlegende Werke für eine künftige bessere Menschheit zu schaffen. Direkt nach der Rückkehr aus Banyuls-sur-Mer schuf er seine berühmteste Skulptur, Mattitjahu.

### Sofia (1895–1905)
1895 nahm Boris Schatz eine Einladung von Prinz Ferdinand nach Sofia an, um dort die bulgarischen Akademie der Künste zu gründen. Er knüpfte dabei an bulgarische Volkskunst (Teppichweberei, Holzschnitzerei) an. Außerdem baute Schatz ein Museum auf und begründete die industrielle Teppichfertigung. Die Zeit in Bulgarien brachte Schatz internationale Bekanntheit; seine Werke wurden z. B. bei der internationalen Kunstausstellung in Paris (1900) und bei der Weltausstellung in St. Louis (1904) ausgezeichnet.
1903 begegnete er in Wien Theodor Herzl und schlug ihm die Gründung einer Kunstschule in Palästina vor.

### Jerusalem (ab 1906)
Beim 7. Zionistenkongress von 1905 wurde Boris Schatz mit der Leitung einer projektierten Kunstschule für den Jischuw beauftragt; seit 1906 lebte er in Palästina, wo er noch im gleichen Jahr die Bezalel-Akademie gründen konnte. Dies war ein ambitioniertes Projekt des frühen Zionismus. Zeit ihres Bestehens war die Akademie begleitet von Kontroversen über die Frage, ob sie Künstler oder Kunsthandwerker ausbilde, über die Schaffung eines jüdischen Kunststils, über Kompetenzverteilung zwischen Boris Schatz in Jerusalem und dem von Otto Warburg geleiteten Bezalel Association Board in Berlin. Parallel zur Arbeit der Akademie baute Schatz das Bezalel Museum auf, das den Grundstock für das Israel Museum bildete, in dessen Sammlung die Bestände heute integriert sind.
Als überzeugter Zionist orientierte sich Schatz in seinem persönlichen Kunststil an der italienischen Renaissance als einer Zeit nationaler Erneuerung. Während des Ersten Weltkriegs war er von den osmanischen Behörden in Safed interniert worden und legte seine utopischen Vorstellungen in dem Werk „Das wiederaufgebaute Jerusalem – ein Tagtraum“ nieder. Die Konzeption dieses Buchs zeigt Vertrautheit mit dem Werk News from Nowhere (1891) des englischen Sozialisten und Künstlers William Morris, dessen Werk Schatz wahrscheinlich in deutscher Übersetzung las.

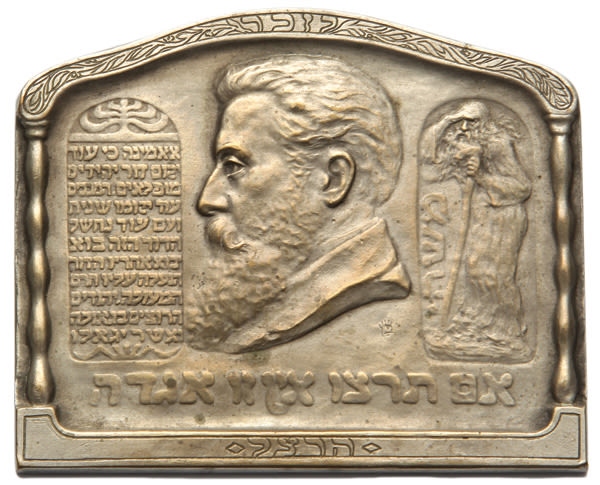
Ehrentafel für Theodor Herzl, 1929

Das Vorbild der italienischen Renaissance wird bei den von Schatz geplanten öffentlichen Gebäuden in Jerusalem offensichtlich, die sich an Filippo Brunelleschi orientieren und Züge von Florentiner Palazzi übernehmen, darunter den skulpturengeschmückten Innenhof und Fassadendekorationen in Form von Majolikaplaketten. Realisiert wurden Schatz’ Visionen von Tel Aviver Architekten der 1920er Jahre. Ein Beispiel hierfür ist das Katzmann-Haus (Architekt: Yosef Minor), das Ähnlichkeit mit Brunelleschis Ospedale degli Innocenti in Florenz hat; die Fassadenmedaillons stellen biblische Gestalten dar.
Mit Porträts und Skulpturen jüdischer Nationalhelden griff Schatz eine weitere Tradition der italienischen Renaissance auf (die uomini faminosi), die in der jüdischen Kunst neu war. Dazu gehörte auch, dass die Bezalel-Mitglieder sich gegenseitig in Kunstwerken darstellten und z. B. Shmuel Ben-David, der jung starb, auf dem Totenbett porträtiert und seine Totenmaske abgenommen wurde. In einem Arrangement wurde Ben-Davids letztes Werk, sein Werkzeug, seine Totenmaske mit Olivenzweigen öffentlich aufgestellt; mit dieser Totenehrung knüpfte Schatz an die Renaissance an, in der jüdischen Tradition fehlt dafür jeder Bezugspunkt.
Die Memorialtafeln, die Schatz in Aufnahme einer weiteren Renaissance-Tradition für zionistische Persönlichkeiten wie Eliezer Ben-Yehuda und Theodor Herzl schuf, zeigen oft im oberen Bogenfeld das Reliefbild des Verstorbenen und darunter in einem längsrechteckigen Feld eine Inschrift, die dessen Beitrag für die Gesellschaft würdigt. Die Inschrift ist rein säkular, ohne religiöse Bezugnahmen, aber besonders die Memorialtafel für Theodor Herzl nimmt religiöse Bildsymbolik auf: die flankierenden Säulen Jachin und Boas des Jerusalemer Tempels, und Mose, der das Gelobte Land erblickt. Schatz stellte sich vor, dass seine Ehrentafeln in einem künftigen jüdischen Staat im öffentlichen Raum ausgestellt und von Passanten betrachtet würden.
Boris Schatz wandelte in Beduinenkleidern durch Jerusalem; dies zeigt seine antimodernistische Grundhaltung und seine Identifikation mit dem Neo-Orientalismus von Bezalel, der gepaart mit Elementen des Jugendstils typisch für viele Werke der Kunstschule ist. Alles wurde ihm zur Kunst, was zwar die Akademie zunächst voranbrachte (im Jahr 1911 gab es 32 Abteilungen der Bezalel-Kunstschule), aber die Schulden immer mehr in die Höhe trieb. 1927 musste die Bezalel-Akademie vorübergehend geschlossen werden, 1929 dauerhaft. Boris Schatz unternahm daraufhin den Versuch, im Ausland Kunstwerke der Akademie teuer zu verkaufen, um so die Wiedereröffnung von Bezalel zu ermöglichen. Während einer Fundraising-Tour durch die USA starb er zu Purim 1932 in Denver, Colorado.

## Werke
Unter seinen bildhauerischen Arbeiten befinden sich Büsten von Antokolski, Herzl, Rubinstein und Pasteur sowie die Skulpturen Jeremia, Mosis Mutter und Schofarbläser.

## Familie
Seine Kinder Bezalel (geb. 1911), Louise (geb. 1913) und Zoharah (geb. 1916) wurden zu bekannten Malern in Israel.